# Neoserica acceptabilis
Neoserica acceptabilis är en skalbaggsart som beskrevs av Brenske 1899. Neoserica acceptabilis ingår i släktet Neoserica och familjen Melolonthidae. Inga underarter finns listade i Catalogue of Life.